# U-Bahn Daegu
Die U-Bahn in Daegu wurde 1997 eröffnet und verfügt heute über drei Linien. Mit dem Bau wurde 1992 begonnen.

## Streckenverlauf

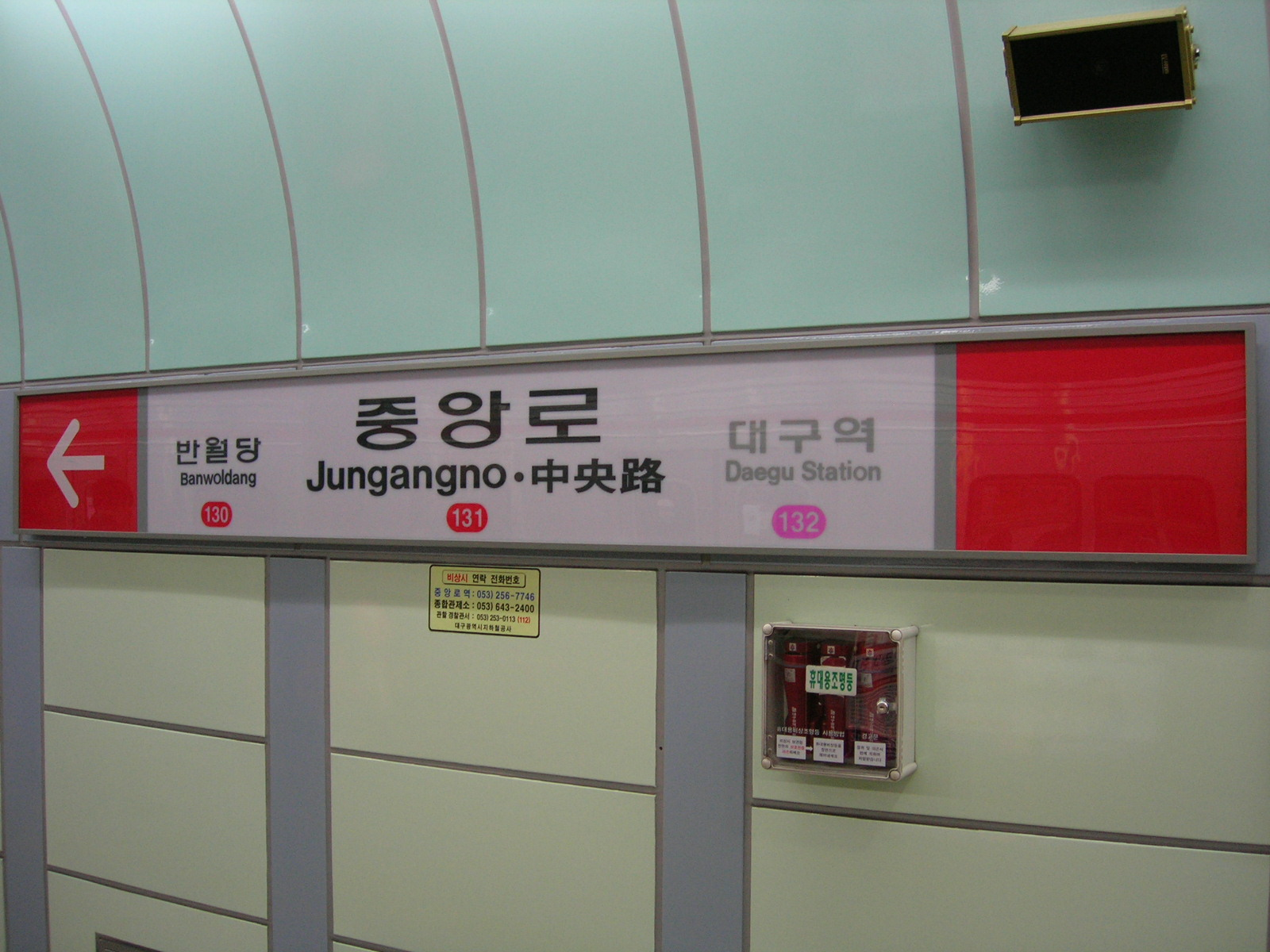
Station Jungangno

| Farbe                   | Linienname                | Linienname (Hangeul)    | Ausgangstation(en)      | Endstation(en)          | Anzahl der Stationen    | Gesamtlänge (in km)     | Betreiber               |
| Stadt- und U-Bahn Daegu | Stadt- und U-Bahn Daegu   | Stadt- und U-Bahn Daegu | Stadt- und U-Bahn Daegu | Stadt- und U-Bahn Daegu | Stadt- und U-Bahn Daegu | Stadt- und U-Bahn Daegu | Stadt- und U-Bahn Daegu |
| ----------------------- | ------------------------- | ----------------------- | ----------------------- | ----------------------- | ----------------------- | ----------------------- | ----------------------- |
| Rot                     | Linie 1                   | 1호선                   | Seolhwa-Myeonggok       | Hayang                  | 35                      | 37,1 km                 | DTRO                    |
| Grün                    | Linie 2                   | 2호선                   | Munyang                 | Yeungnam Universität    | 29                      | 31,4 km                 | DTRO                    |
| Gelb                    | Linie 3 (Einschienenbahn) | 3호선                   | KNU Medical Center      | Yongji                  | 30                      | 23,95 km                | DTRO                    |
| KORAIL Blau             | Daegyeong-linie           | 대경선                  | Gumi                    | Gyeongsan               | 7                       | 61,85 km                | KORAIL                  |

## Linien
Die Linie 1 wurde 1997/98 eröffnet und ist insgesamt 25,9 Kilometer lang und verfügt über 29 Stationen, von denen jede eine Bahnsteiglänge von 149 m aufweist. Im Mai 2002 wurde die Strecke um 0,7 km nach Südwesten verlängert. Die Stationen und Fahrzeuge sind mit Klimaanlagen versehen. Am 18. Februar 2003 löste ein Geisteskranker in der Station Jungangno ein Feuer in der U-Bahn in Daegu aus, bei dem mindestens 198 Menschen starben.
(siehe dazu: Feuer in der U-Bahn in Daegu)
Mit dem Bau der Linie 2 wurde bei Betriebsbeginn der Linie 1 begonnen. Fertiggestellt wurde die 28 Kilometer lange Strecke im Oktober 2005. Eine Verbindung zwischen den beiden Linien besteht in der Station Banwoldang in der Stadtmitte.
Beide U-Bahn-Linien werden von 5:30 Uhr bis vor Mitternacht betrieben. Es werden 6-Wagen-Züge eingesetzt, 34 Züge auf Linie 1 und 30 Züge auf Linie 2. Die Zugfolge beträgt zwischen 5 Minuten in der Hauptverkehrszeit und 7 Minuten.
Eine dritte Strecke wurde als Alwegbahn errichtet, lief seit Oktober 2014 im Probebetrieb und begann den Regelbetrieb im April 2015.